# Wiener Glacis

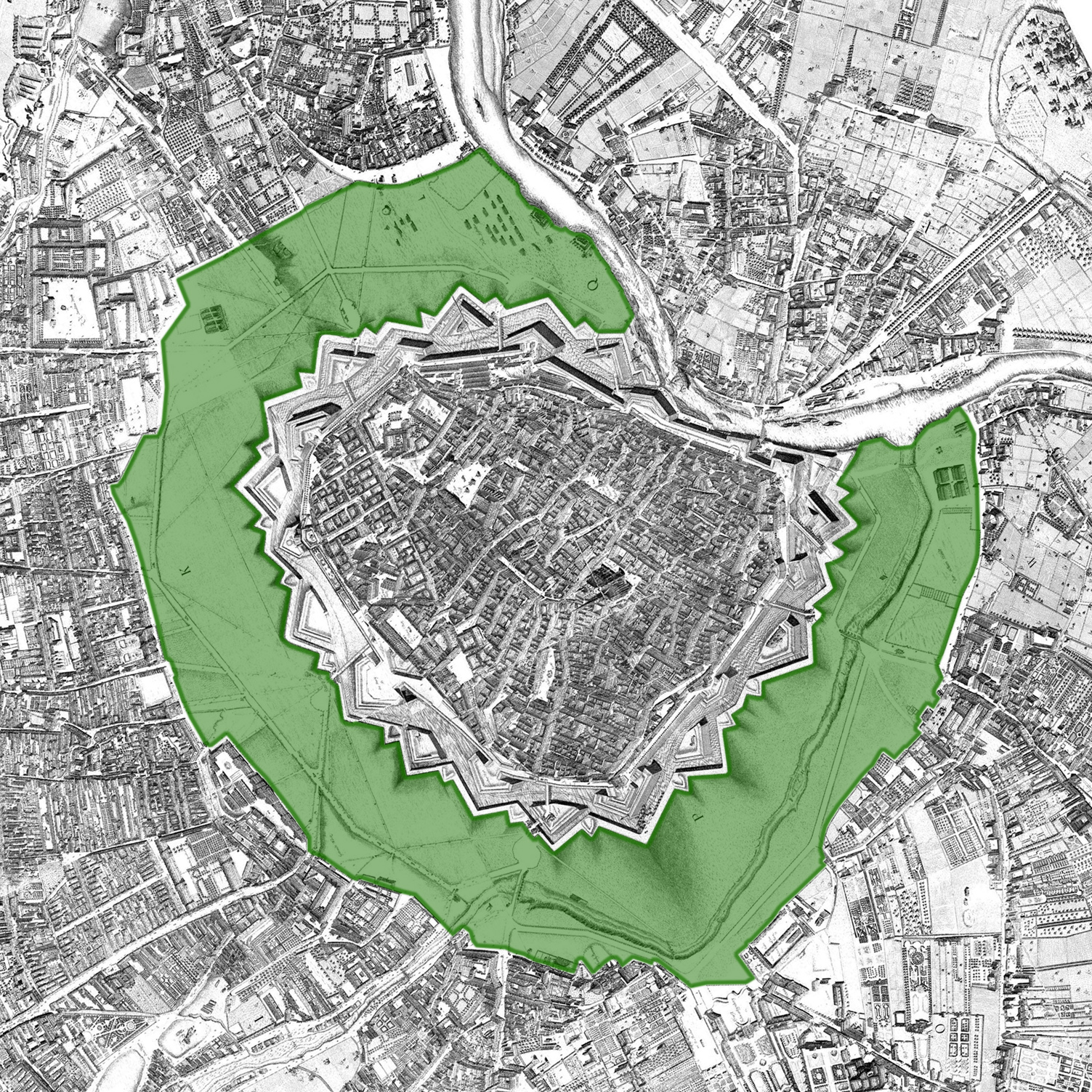
Wiener Glacis 1773 (Basiskarte von Daniel Huber, genordet)

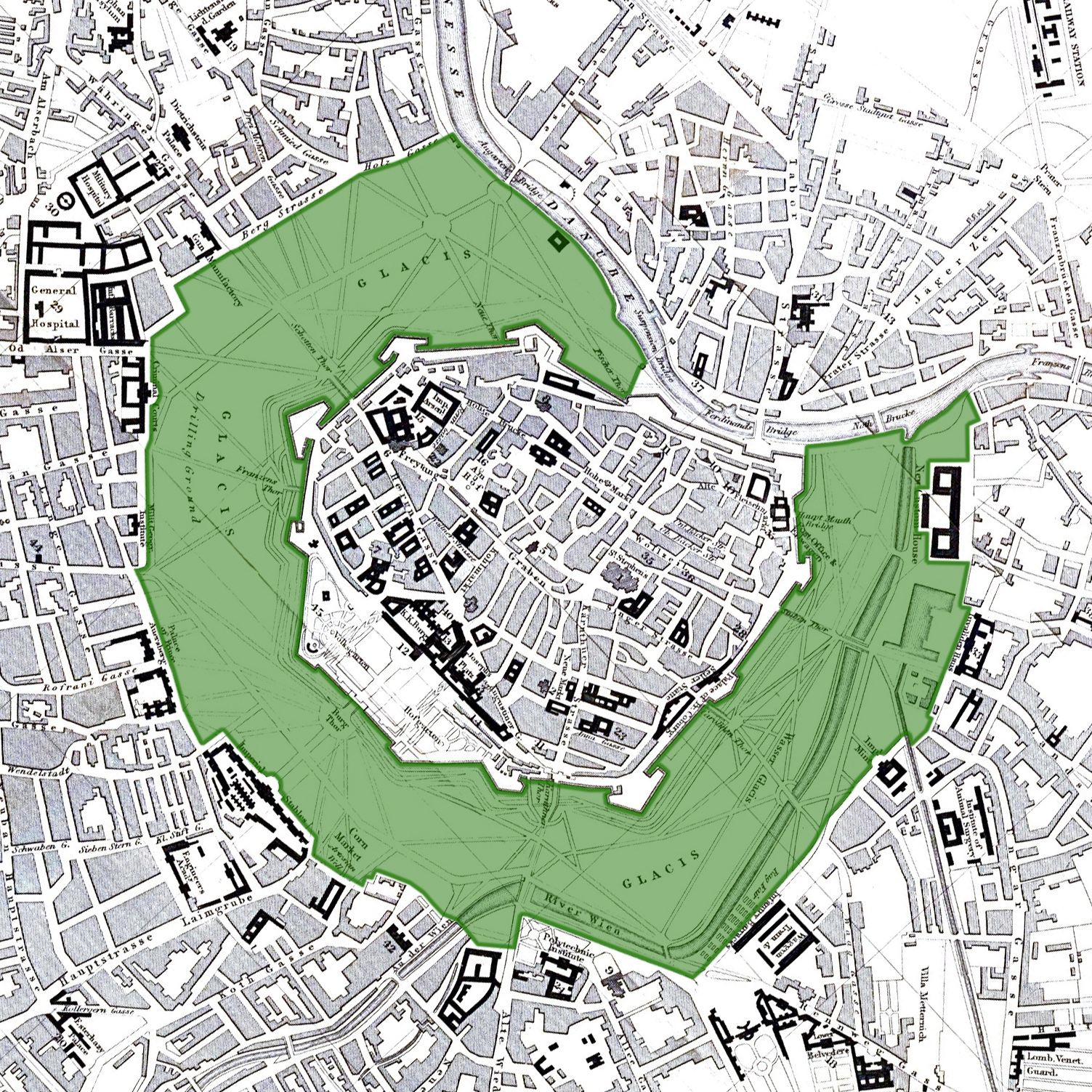
Wiener Glacis 1858 (Basiskarte von John Murray, genordet)

Blick vom Glacis gegen das Schottentor und die Wiener Innenstadt, Bild von Georg Drah

Das Wiener Glacis war eine von 1529 bis 1858 existierende Freifläche zwischen den Wiener Stadtmauern und den Vorstädten. Es diente ursprünglich den Verteidigern von Wien als freies Schussfeld gegenüber Angreifern von außen, wurde aber später zunehmend zivil genutzt.

## Geschichte
Seit dem 13. Jahrhundert war Wien von einer Ringmauer umschlossen. Vor den Mauern existierten kleine Ansiedlungen, damals „Lucken“ genannt. Diese wurden bei der Ersten Türkenbelagerung teils von den Türken, teils von den Verteidigern demoliert. Nach Abzug der Türken wurde entschieden, die Siedlungen nicht wieder aufzubauen, sondern eine freie Fläche, das „Glacis“, anzulegen. Das Wort glacis kommt aus der italienischen Festungsbaukunst und bedeutet eine Aufschüttung unmittelbar vor einer Festungsanlage. In Wien und andernorts wurde aber die gesamte freie Fläche vor der Festung als Glacis bezeichnet.
Die Bauverbotszone wurde schrittweise verbreitert: Am 15. März 1588 wurde per kaiserlichem Befehl die Breite der Zone auf 40 Klafter (95 m) festgelegt, am 8. Juli 1632 auf 200 Schritt (150 m), am 21. November 1662 auf 200 Klafter (380 m) und anlässlich der Zweiten Türkenbelagerung 1683 auf 600 Schritt (450 m). Dabei mussten nicht nur Gebäude entfernt, sondern auch Weingärten gerodet werden. Die äußere Grenze des Glacis wurde durch Marksteine gekennzeichnet. Ab dieser Zeit wurde das Glacis vom Donaukanal kommend durch folgende (heutige) Straßen begrenzt: Hintere Zollamtsstraße – Invalidenstraße – Am Heumarkt – Brucknerstraße – Karlsplatz – Treitlstraße – Getreidemarkt – Messeplatz – Museumstraße – Auerspergstraße – Friedrich-Schmidt-Platz – Landesgerichtsstraße – Garnisongasse – Schwarzspanierstraße – Berggasse, bis wieder zum Donaukanal.
Zeitgenössische Berichte schildern das Glacis sehr unterschiedlich. Bei warmem, frühlinghaftem Wetter lud die Wiese zu Spaziergängen ein. Dagegen wird die Durchquerung des Glacis bei Schlechtwetter und im Winter als mühevoll bis qualvoll beschrieben; bei starkem Regen verwandelte es sich in einen Schlamm. Im Hochsommer, wenn das Gras verdorrt war, bildete sich eine Staubwüste. Viele Menschen mussten das Glacis täglich durchqueren, etwa wenn sie in der Vorstadt wohnten und in der Inneren Stadt arbeiteten.
Zur Verbesserung der Situation ordnete Kaiser Joseph II. am 17. Jänner 1770 die Verschönerung („Regulirung“) des Glacis an. Es wurden Fahrstraßen und Gehwege angelegt, und ab 1781 wurden 3.000 Alleebäume gepflanzt, vorwiegend Linden und Robinien. Eine Allee-Straße umrundete – ähnlich der späteren Ringstraße – die Stadt. Sie war 6.400 m lang und 13,5 m breit, wobei sie einen Teil des späteren Franz-Josefs-Kais beinhaltete. Im rechten Winkel zur ringförmigen Straße verbanden Radialstraßen die Stadttore mit den Vorstädten. Durch die Anlage der Straßen setzte in den Vorstädten eine rege Bautätigkeit ein, sodass die Zone rund um das Glacis schon bald dicht verbaut war.
Um die Leopoldstadt besser an die Stadt anzubinden, wurde dort die „Neue Gasse“ (die heutige Untere Augartenstraße) angelegt. Von dort wurde 1782 eine Holzjochbrücke über den Donaukanal zum Rossauer Glacis gebaut. Sie wurde „Neue Brücke“ genannt, ihre Nachfolger waren die Maria-Theresien-Brücke und die Augartenbrücke. Der Wienfluss, dessen nördlichster Teil durch das Glacis verlief, konnte über sechs Brücken gequert werden. Die Elisabethbrücke, die Mondscheinbrücke, die Stubenbrücke und die Radetzkybrücke konnten mit Fahrzeugen befahren werden, die Kettenbrücke und die Karolinenbrücke waren Fußgängerstege.
Die unter Josef II. neu angelegten Grünflächen wurden von der Stadt Wien verwaltet. Das Glacis wurde von den Wienern bald als Erholungsgebiet akzeptiert; es wurde zunehmend als Esplanade bezeichnet. Allerdings dürfte das Glacis nach Einbruch der Dunkelheit ein relativ gefährlicher Ort gewesen sein; 1776 wurden daher Laternen aufgestellt. Besonders beliebt war das Wasserglacis, an dessen Stelle sich heute der Stadtpark befindet.
Die Stadtbefestigung bestand im Kern aus den Bastionen (in Wien „Basteien“ genannt) und der Stadtmauer (Kurtine) zwischen diesen. Vorgelagert waren Ravelins (in Wien „Schanzen“ genannt), frei stehende Bauwerke, die die Kurtine vor Beschuss schützen sollten. Vor den Ravelins lag eine Mauer, die Contre-Escarpe, als äußerster Teil der Festung. Im Jahr 1809 eroberte Napoleon Bonaparte nach kurzem Artilleriebeschuss die Stadt. Es hatte sich gezeigt, dass im 19. Jahrhundert Steinmauern kein wirksamer Schutz mehr für eine Stadt waren. Zwecks Bestrafung der Stadt Wien sprengten französische Truppen die Burgbastei und vier der zwölf Ravelins. Im Jahr 1817 hob Kaiser Franz II. den Status Wiens als Festung auf. Noch im selben Jahr wurde begonnen, die zwölf Ravelins und die Contre-Escarpe zu demolieren. Das Areal wurden eingeebnet und begrünt, wodurch sich die Fläche des Glacis vergrößert hatte. 1827 waren die Arbeiten abgeschlossen.

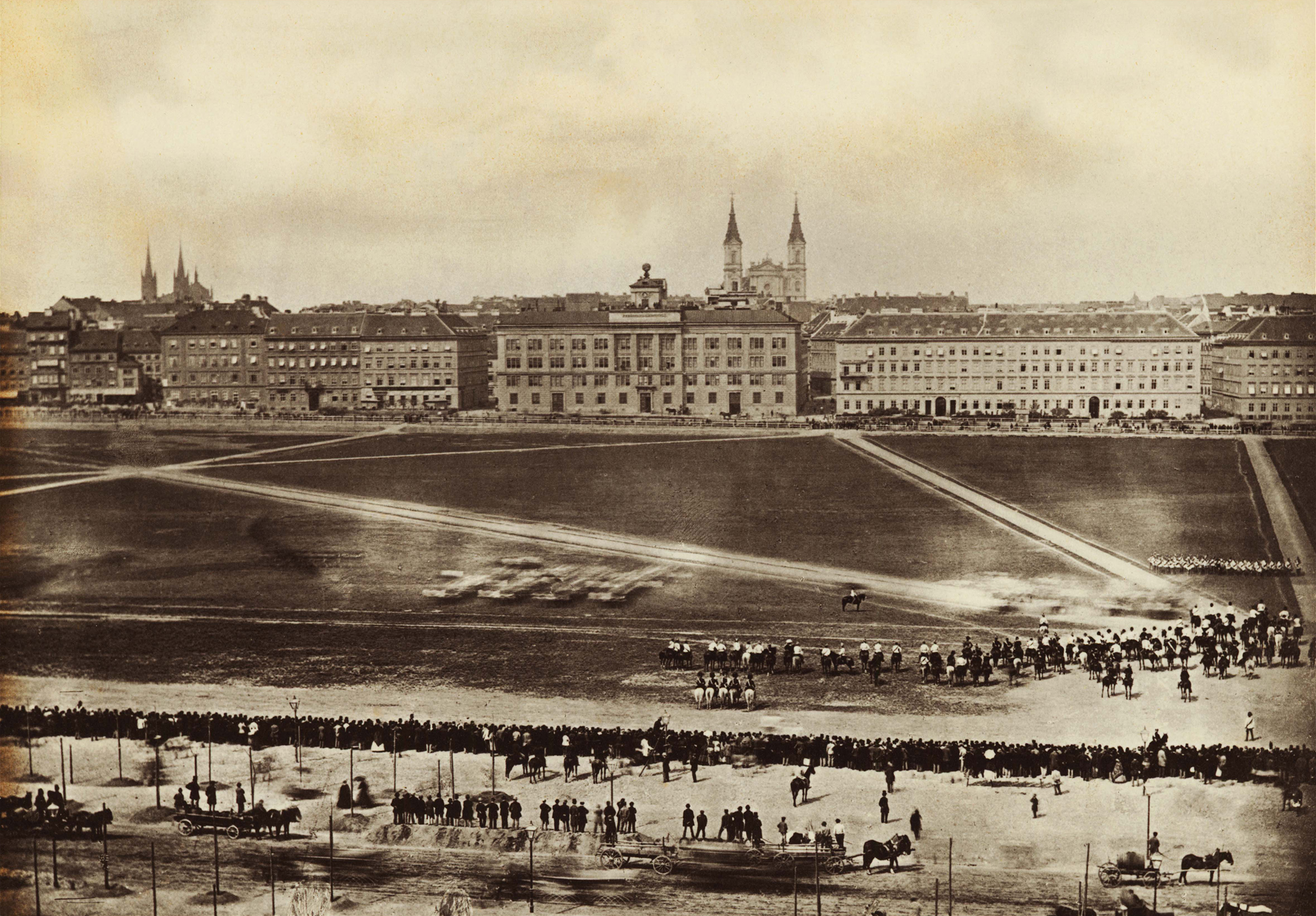
Militärparade anlässlich des 30. Geburtstages von Kaiser Franz Joseph am 18. August 1860 am Paradeplatz

Am Glacis wurde 1783 unmittelbar vor der Hofburg (am heutigen Heldenplatz und Volksgarten) der Exerzier- und Paradeplatz des Heeres angelegt. Nach der Zerstörung des Burgtores durch französische Truppen wurde der Bereich vor der Burg umgestaltet. Deshalb wurde der Paradeplatz auf das Josefstädter Glacis verlegt, zwischen den heutigen Universitätsring und die damalige Lastenstraße. Die Fläche betrug ca. 200.000 m². Wenn das Militär hier anwesend war, wurde das Gebiet abgesperrt; war das Militär nicht am Paradeplatz, durften Zivilisten ihn betreten, er durfte aber nicht mit Fahrzeugen befahren werden.
Im Jahr 1858 hatte das Glacis eine Fläche von genau 2 Mio. m²; davon waren 1,3 Mio. m² Grün- und Freiflächen, 533.000 m² Verkehrsflächen, 74.000 m² verbaute Flächen, und 96.000 m² machte der Wienfluss aus. Das Glacis und die Stadtmauer samt Stadtgraben unterstanden über Jahrhunderte dem Landesfürsten. Ab 1817 gehörte es der für Befestigungsanlagen zuständigen Wiener Genie-Direktion des Heeres.

## Wirtschaftsleben am Glacis
Am Glacis gab es stets ein reges Wirtschaftsleben. Die Fläche wurde vor allem von Gewerbebetrieben benutzt, um Arbeiten im Freien durchzuführen, die in Innenräumen problematisch wären. So bereiteten hier Drucker ihre Farben vor, und Firnis-Sieder ihre Produkte. Zimmerleute und Steinmetze arbeiten am Glacis im Freien oder in hölzernen Hütten. Obst- und Fischhändler, Käsestecher und Trödler hatten Verkaufsstände. Es gab eine große Zahl von Gebäuden am Glacis, von kleinen Marktständen bis zu großen Hallen. Das Militär tolerierte dies meist, da alle Bauten aus Holz waren, und im Verteidigungsfall rasch demoliert bzw. niedergebrannt werden konnten.
Im Bereich der heutigen Kreuzung Wickenburggasse / Florianigasse befand sich ab 1806 eine große Anlage zur Erzeugung von Salpeter, die sogenannte „Saliterey“. Salpeter diente vor allem für die Fabrikation von Schwarzpulver und wurde aus Pflanzen gewonnen, die Salpetersäure beinhalten. Die Anlage bestand aus Hütten und 142 Erdpyramiden und bot einen seltsamen Anblick. Die Geruchsbelästigung durch die Saliterey war so intensiv, dass die Anlage 1826 an den äußeren Rand der Vorstadt Schottenfeld, dicht an den Linienwall, verlegt wurde.

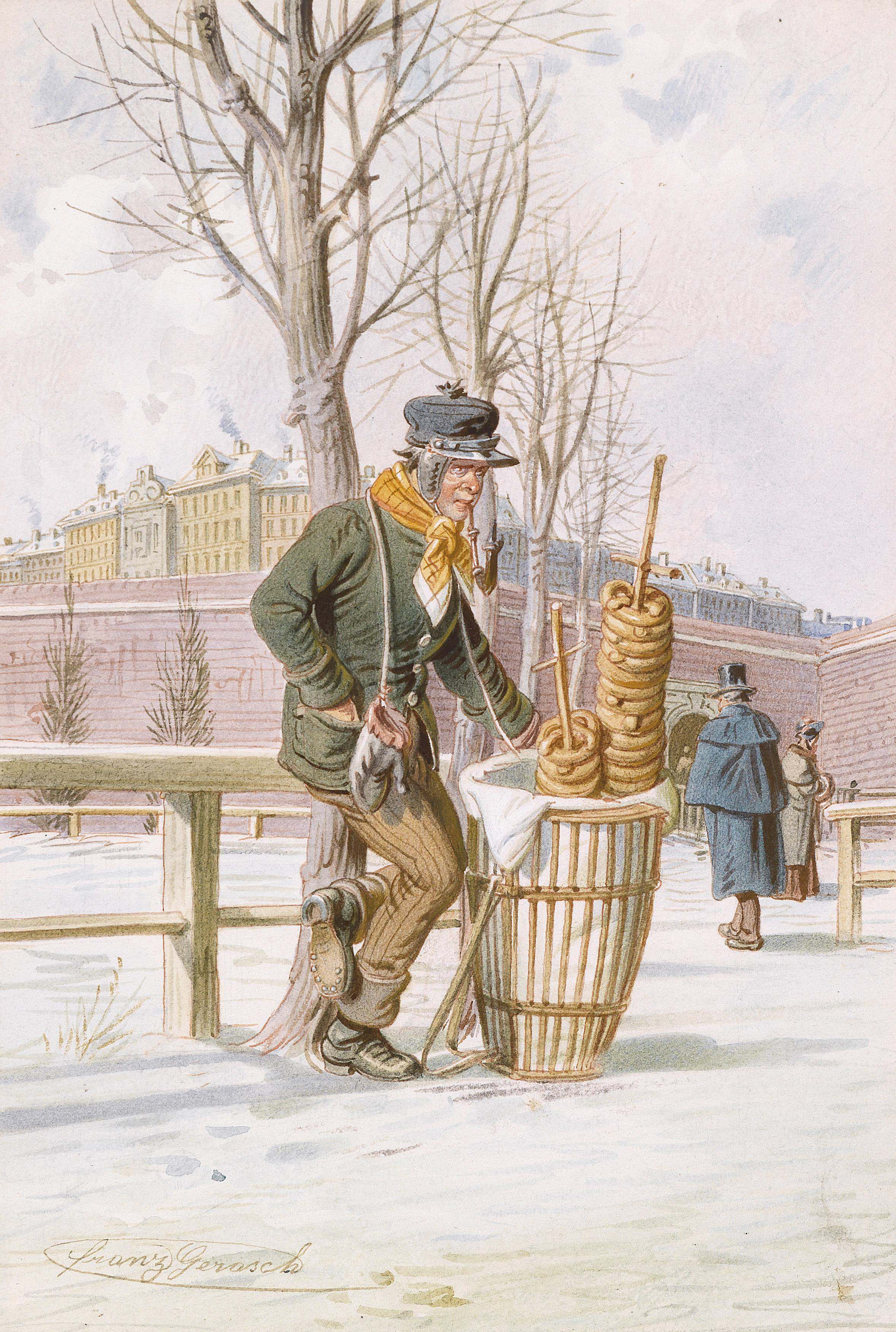
Brezel-Verkäufer am Stubentor-Glacis, Aquarell von Franz Gerasch, 1846

Am Rand des Glacis befanden sich einige der wichtigsten Märkte Wiens. Für die große Zahl an Nutz- und Reittieren in der Stadt waren große Mengen an Heu erforderlich, die am Heumarkt gehandelt wurden. Er befand sich ungefähr an den heutigen Adressen Am Heumarkt 13 bis 25. Das Heu kam meist aus Ungarn und wurde einmal pro Woche nach Wien geliefert.
Am Tandelmarkt wurde – ähnlich einem heutigen Flohmarkt – mit gebrauchten Kleidungsstücken und mit Trödel aller Art gehandelt. Er bestand aus 300 Bretterbuden und befand sich von 1730 bis ca. 1821 am Glacis beim heutigen Karlsplatz. Vor 1730 hatte sich dieser Markt in der Leopoldstadt befunden, woran die Tandelmarktgasse erinnert. Nachdem der Tandelmarkt aufs Glacis gekommen war, erhielt er die Adresse Tandlerplatz. Um 1821 musste der Markt seinen Platz räumen, da hier das k.k. Polytechnische Institut erbaut wurde, der Kern der heutigen Technischen Universität; der Tandlerplatz wurde in Technikerstraße umbenannt. Der Tandelmarkt übersiedelte auf den Spittelberg, dann auf den (heutigen) Schwarzenbergplatz und schließlich nach Neu-Wien im Alsergrund, wo sein Bestehen 1945 endete.
An den Tandelmarkt schloss der Kärntnertormarkt an, auf dem anfangs vorwiegend Milchprodukte gehandelt wurden; er befand sich am westlichsten Teil des heutigen Karlsplatzes bzw. dem Girardipark. Bald etablierten sich hier auch „Bratelbrater“, aus denen sich später die Würstelstände entwickelten, und sogenannte „Knödelhütten“. Im Zuge der 1786–1790 erfolgten Renovierung des Freihauses und der Regulierung des dortigen Mühlbachs ebnete man den Platz ein; 1793 wurde angeordnet, dass alles auf Wagen nach Wien zugeführte Obst und Gemüse auf den Kärntnertormarkt zum Verkauf zu gelangen habe. Für den Markt bürgerte sich um 1820 die Bezeichnung Naschmarkt ein, wobei die Namensherkunft und Bedeutung unklar ist. Im Verlauf der Regulierung des Wienflusses erfolgte um die Jahrhundertwende die Verlegung des Naschmarkts an seinen heutigen Ort.
Westlich davon befand sich der Getreidemarkt, an der Stelle der heutigen Kreuzung Mariahilfer Straße / Getreidemarkt. In unmittelbarer Nähe, aber schon in der Vorstadt, befand sich bis 1900 das städtische Getreidemagazin. Am Getreidemarkt befand sich bis 1747 ein militärischer Richtplatz. Der Markt verschwand 1864 infolge des Ringstraßenbaus und hinterließ nur einen Straßennamen.
Das Rossauer Glacis war der zentrale Ort für den Holzhandel in Wien. Der Holzmarkt erstreckte sich von der Berggasse bis zum heutigen Schottenring. Die Gegend wurde „Holzgestätten“ genannt; der östliche Teil der heutigen Berggasse (von der Servitengasse bis zum Donaukanal) hieß 1357 Unter den Holzern und 1784–1862 Holzstraße. Das Holz wurde teils im Freien gelagert, teils in unzähligen Schuppen. Zwei besonders große hölzerne Hallen, genannt „Holz Magazin“, befanden sich am Ort der heutigen Votivkirche.
Holz war noch im 19. Jahrhundert die wichtigste Energiequelle der Haushalte, und auch der Bedarf an Bauholz war groß. Die Zulieferung erfolgte vor allem mittels Flößen oder Schiffen auf dem Wasserweg, vorwiegend auf der Donau und dem Wienfluss. Die Entladung der Schiffe besorgten die „Holzscheiber“, die von „Holzsetzern“ beaufsichtigt wurden. Die Holzlagerplätze mussten durch Pfähle abgegrenzt und in einem Sicherheitsabstand von den Wohnhäusern angelegt werden; offenes Licht und selbst Rauchen waren streng verboten. Bis 1830 wurde zwischen der unteren Berggasse und dem Donaukanal jährlich vom 24. April bis zum 8. Mai der Peregrini-Holzmarkt abgehalten, außerdem fand ab dem 23. September ein zweiwöchiger Holzmarkt statt, auch Weinlesemarkt genannt. Mitten in der Holzgestätten befand sich von 1270 bis 1788 der Rabenstein, das „Wiener Hochgericht“. Die Hinrichtungsstätte bestand aus einer runden Ziegelbauterrasse, auf der die Verurteilten gerichtet wurden. An seiner Stelle befindet sich heute das Palais Schlick in der Türkenstraße 25. Unmittelbar östlich der Holzgestätten befand sich am Donaukanal das k.k. Donau Bad, später Kaiserbad genannt. An seiner Stelle befindet sich heute die U-Bahn-Station Schottenring.
Eine eher ungewöhnliche Institution befand sich am Glacis im Bereich des heutigen Akademischen Gymnasiums am Beethovenplatz, das Verbrennhäusl. In einem Pavillon befand sich der „Staatspapier Vertilgungsofen“, in dem nicht mehr gültige Wertpapiere und Banknoten vernichtet wurden.

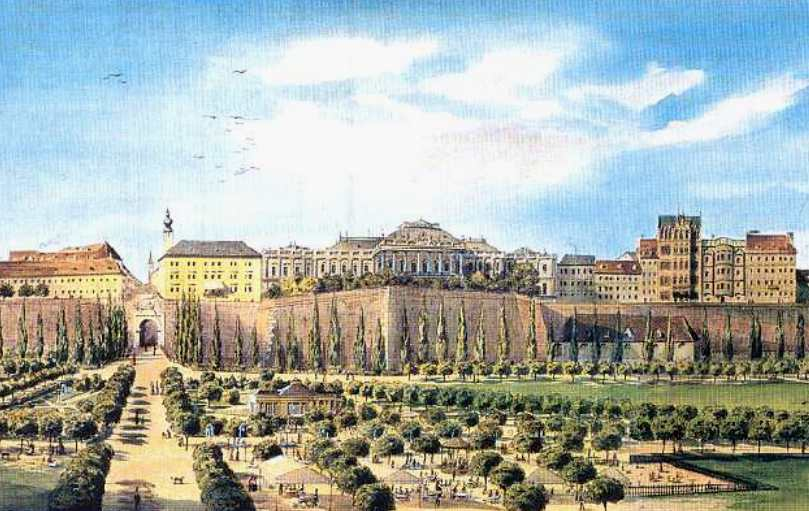
Das Wasserglacis, Aquarell von Wenzel Zajicek

Vor allem ab der Verschönerung des Glacis unter Josef II. entstanden zahlreiche gastronomische Betriebe, von einfachen Buden bis zu noblen Kaffeehäusern. Besonders beliebt beim Publikum war das Wasserglacis. Im Jahr 1788 stand hier ein Kaffeezelt, in welchem abends türkische Musik aufspielte. 1822 wurde ein Kaffeehaus in massiver Holzbauweise errichtet, in dem unter anderem Johann Strauss (Vater) und Johann Strauss (Sohn) aufspielten.
Am Glacis befand sich am heutigen Volksgarten die „Ochsenmühle“, eine Getreidemühle die von Ochsen betrieben wurde, die im Kreis gingen. An seiner Stelle errichtete im 18. Jahrhundert der Gastronom Johann Evangelist Milani ein Kaffeehaus-Zelt namens Ochsenmühle. Das Geschäft lief schlecht und wurde 1808 von Peter Corti übernommen. Er ließ 1820–1823 vom Architekten Peter von Nobile sein Cortisches Kaffeehaus errichten, in dem 1867 Johann Strauss (Sohn) die Instrumentalfassung des Donauwalzers erstmals aufführte. Das halbkreisförmige Gebäude existiert noch, wurde aber baulich stark erweitert und dient heute als Diskothek Volksgarten.
Ab dem Beginn des 19. Jahrhunderts wurde am Glacis auch Schifffahrt betrieben. 1803 wurde am Erdberger Glacis der Hafen des Wiener Neustädter Kanals angelegt, am 21. April ging er in Betrieb. Durch den Kanal konnten Steinkohle und andere Güter kostengünstig aus dem Raum im Süden Wiens in die Hauptstadt transportiert werden. Ab 1842 bekam der Kanal aber zunehmend Konkurrenz durch die Südbahn, 1857 wurde der Hafen zugeschüttet. An seiner Stelle befindet sich heute der Bahnhof Wien Mitte.

## Verbauung des Glacis

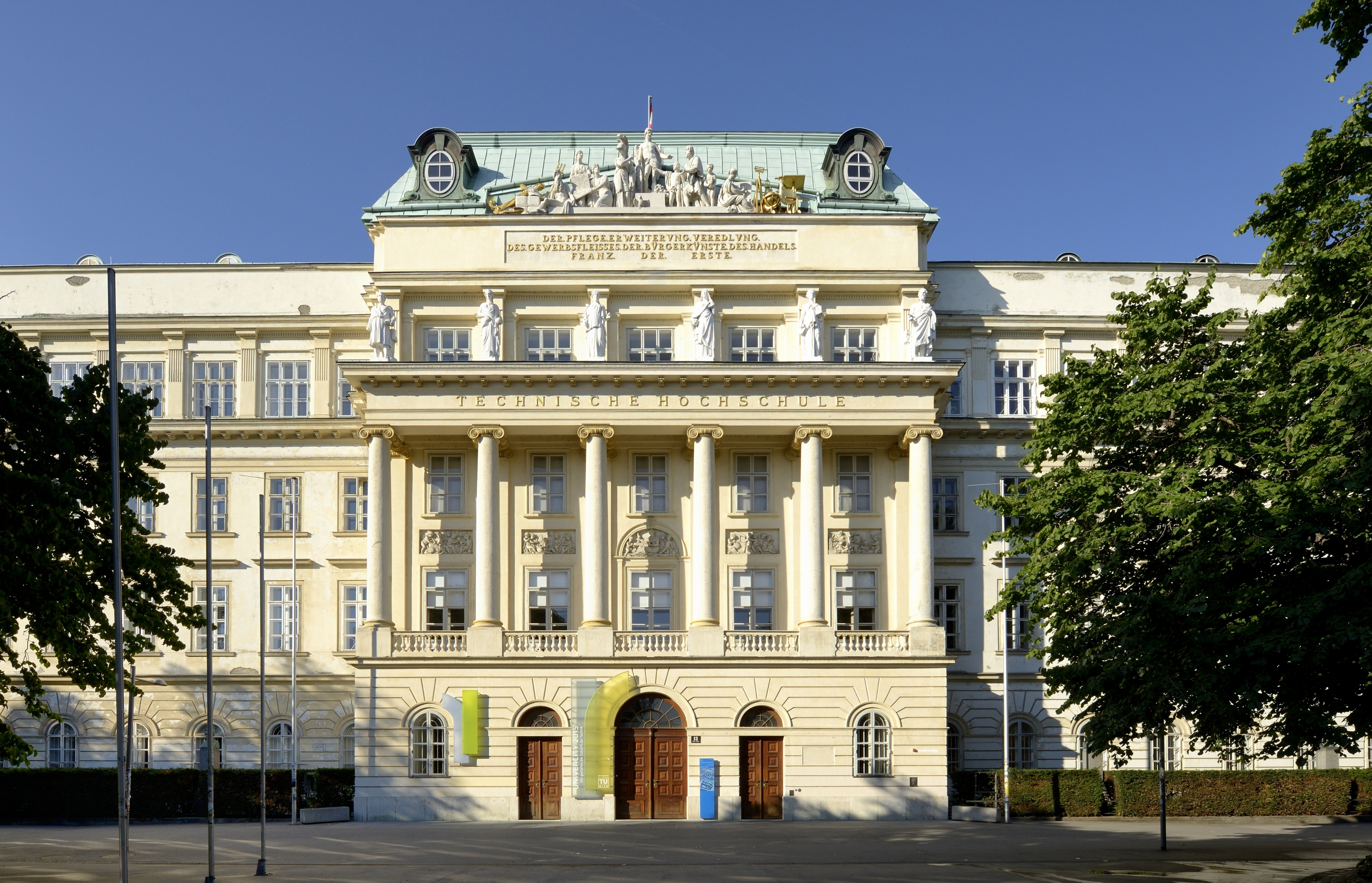
Polytechnisches Institut (heute Technische Universität Wien)

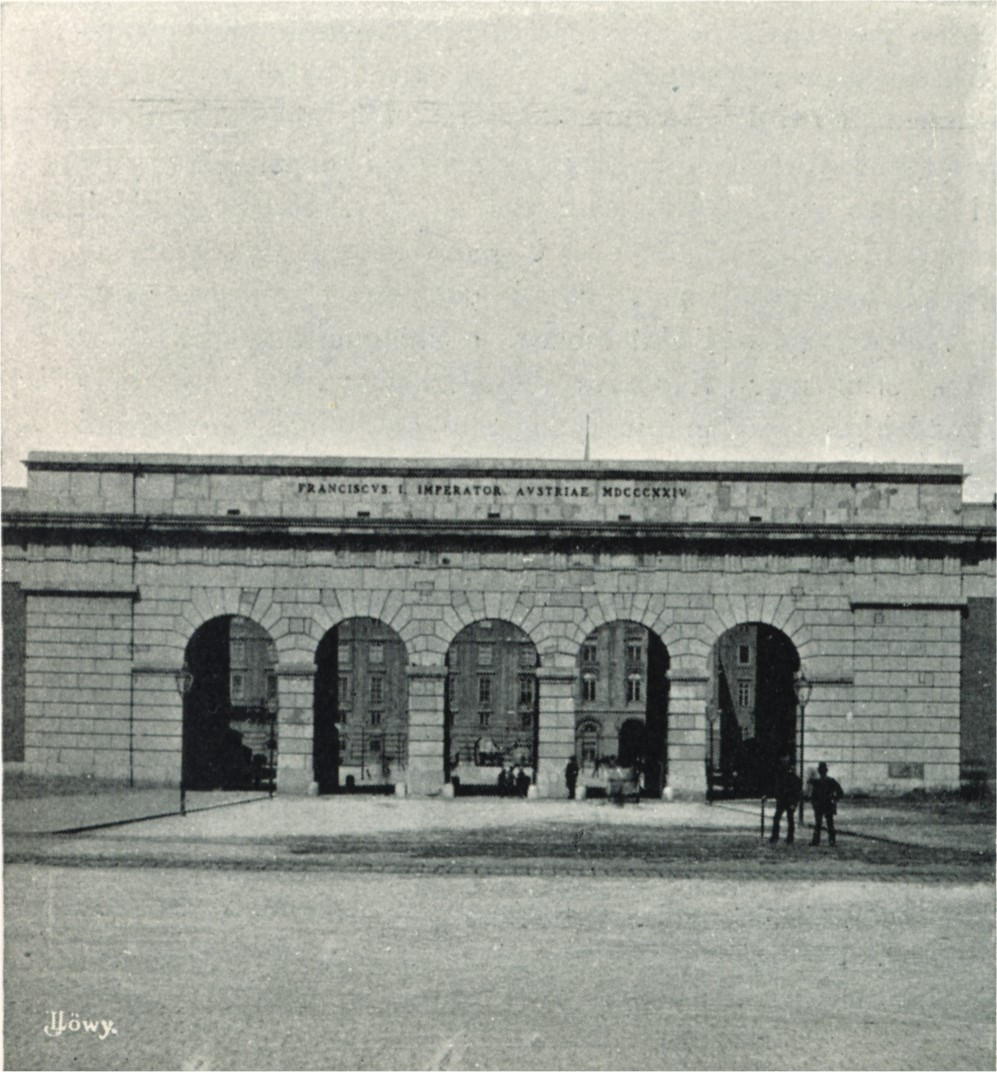
Äußeres Burgtor um 1898

In der Stadt Wien herrschte großer Platzmangel, während unmittelbar vor der Stadt eine riesige Fläche brach lag. Folglich gab es immer wieder Versuche, Teile des Glacis in Bauland umzuwandeln. So gab Kaiser Franz II. einen kleinen Teil des äußeren Randes des Glacis (am heutigen Resselpark) zur Verbauung frei, wodurch 1816–1818 das k.k. Polytechnische Institut gebaut werden konnte, die erste technische Hochschule im deutschen Sprachraum.
Im Jahr 1809 hatten französische Truppen die Burgbastei, mehrere Ravelins und einen Teil der Stadtmauer gesprengt. Die Trümmer wurden in den Jahren 1816 bis 1819 unter der Leitung von Erzherzog Johann als Chef der „Geniedirektion“ beseitigt. Von 1821 bis 1824 wurde in einigem Abstand vor der Hofburg das neue Äußere Burgtor durch Luigi Cagnola und Pietro Nobile errichtet. Dadurch entstand die später Heldenplatz genannte Fläche, flankiert vom Volksgarten und vom Burggarten (damals: Kaisergarten). Um das gesamte Areal wurde eine neue Stadtmauer gelegt. Durch diese „kleine Stadterweiterung“ hatte sich erstmals die Stadt Wien flächenmäßig vergrößert.
Am Erdberger Glacis wurde 1840–1844 nördlich des Kanalhafens vom Architekten Paul Sprenger das k.k Hauptzollamt errichtet, in dem auch die k.k. Cameral-Gefällen-Verwaltung und das k.k. Central-Bücher-Revisionsamt untergebracht war. An seiner Stelle befindet sich heute das Bundesrechenzentrum in der Hinteren Zollamtsstraße 4.
Am Landstraßer Glacis, unmittelbar östlich der Einmündung des Wienflusses in den Donaukanal, befand sich ein großes Mehlmagazin. Es wurde 1852 abgetragen, die 4.600 m² große Fläche wurde versteigert. Der Stadtbaumeister Anton Ölzelt kaufte den gesamten Baugrund und errichtete darauf acht Zinshäuser. Heute befindet sich hier das Bundesamtsgebäude Radetzkystraße.
Anfang der 1850er-Jahre hatte das Kriegsministerium hohen Geldbedarf wegen des Baus des Arsenals und der Franz-Josefs-Kaserne. Im September 1853 verschob die k.k. General-Genie-Direktion des Heeres die Grenze des Glacis um knapp 100 Meter nach Süden, bis zur heutigen Türkenstraße. Die dadurch gewonnene Fläche zwischen Berggasse und Türkenstraße wurde parzelliert und versteigert. Das Areal wurde Neu-Wien genannt.
Am 18. Februar 1853 entging Kaiser Franz Josef einem Attentat. Kurz darauf entwickelte ein Bruder des Kaisers, Erzherzog Ferdinand Max (der spätere Kaiser Maximilian I. von Mexiko), die Idee, als Votivgabe eine „Votivkirche“ bauen zu lassen. Am 25. Oktober 1855 genehmigte der Kaiser den Bau, obwohl am Glacis immer noch ein militärisches Bauverbot bestand; dieses wurde am 25. Februar 1856 rückwirkend aufgehoben. Im Jahr 1856 begann der Bau der Votivkirche.
Im Zuge der Stadterweiterung und der Anlage der Ringstraße ab 1858 verschwand das Glacis; lediglich der Paradeplatz blieb noch bis 1870 bestehen. Am 1. Juli 1870 kaufte der Stadterweiterungsfonds das Areal und errichtete dort in der Folge das Parlament, das Rathaus und die Universität. Das Militär legte als Ersatz für den Paradeplatz einen Exerzierplatz auf der Schmelz an.
Heute ist kein Teil des Glacis im Ursprungszustand erhalten; die Grünflächen an der Ringstraße wurden neu angelegt. Während sich einige Hochbauten der Stadtbefestigung in Straßennamen verewigt haben (z. B. Mölker Bastei, Stubentor etc.), ist heute keine Verkehrsfläche nach dem Glacis benannt. Im 19. Jahrhundert trugen etliche Straßen zeitweise den Namen Am Glacis, nämlich die Hintere Zollamtsstraße, die Straße Am Heumarkt, die Technikerstraße, der Museumsplatz, die Landesgerichtsstraße, die Auerspergstraße sowie ein Teil der Berggasse.